# Nové Sady (kraj południowomorawski)
Nové Sady – miejscowość i gmina (obec) w Czechach, w kraju południowomorawskim, w powiecie Vyškov. W 2022 roku liczyła 96 mieszkańców.